# 埃库谢莱瓦莱
埃库谢莱瓦莱（法語：Écouché-les-Vallées，法語發音：[ekuʃe le vale]）是法国奥恩省的一个市镇，位于该省中部，属于阿让唐区。

## 地名
该地名“埃库谢莱瓦莱”（Écouché-les-Vallées）由两部分组成：“埃库谢”（Écouché），该市镇的前身及主体；“莱瓦莱”（les-Vallées），法语意为“谷”。

## 历史
埃库谢莱瓦莱成立于2016年1月1日，由以下6个市镇合并而成：
- 巴蒂伊（Batilly）
- 拉库尔布（La Courbe）
- 埃库谢（Écouché）
- 卢塞
- 迈尔河畔圣旺（Saint-Ouen-sur-Maire）
- 塞朗

其中埃库谢为政府驻地
2018年，奥恩河畔丰特奈（Fontenai-sur-Orne）并入本市镇。

## 地理
埃库谢莱瓦莱（48°43'4"N, 0°7'29"W）面积41.23 平方千米，位于法国诺曼底大区奧恩省，该省份为法国西北部内陆省份，北起顺时针与卡爾瓦多斯省、厄尔省、厄尔-卢瓦省、萨尔特省、马耶讷省和芒什省接壤。
与埃库谢莱瓦莱接壤的市镇（或旧市镇、城区）包括：日耶勒-库尔泰耶、奥恩河畔蒙、萨尔索、弗勒雷、唐克、阿瓦讷、茹埃迪普兰、瑟夫赖、圣布里斯苏拉讷、迈尔河畔卢热、皮唐日勒拉克。
埃库谢莱瓦莱的时区为UTC+01:00、UTC+02:00（夏令时）。

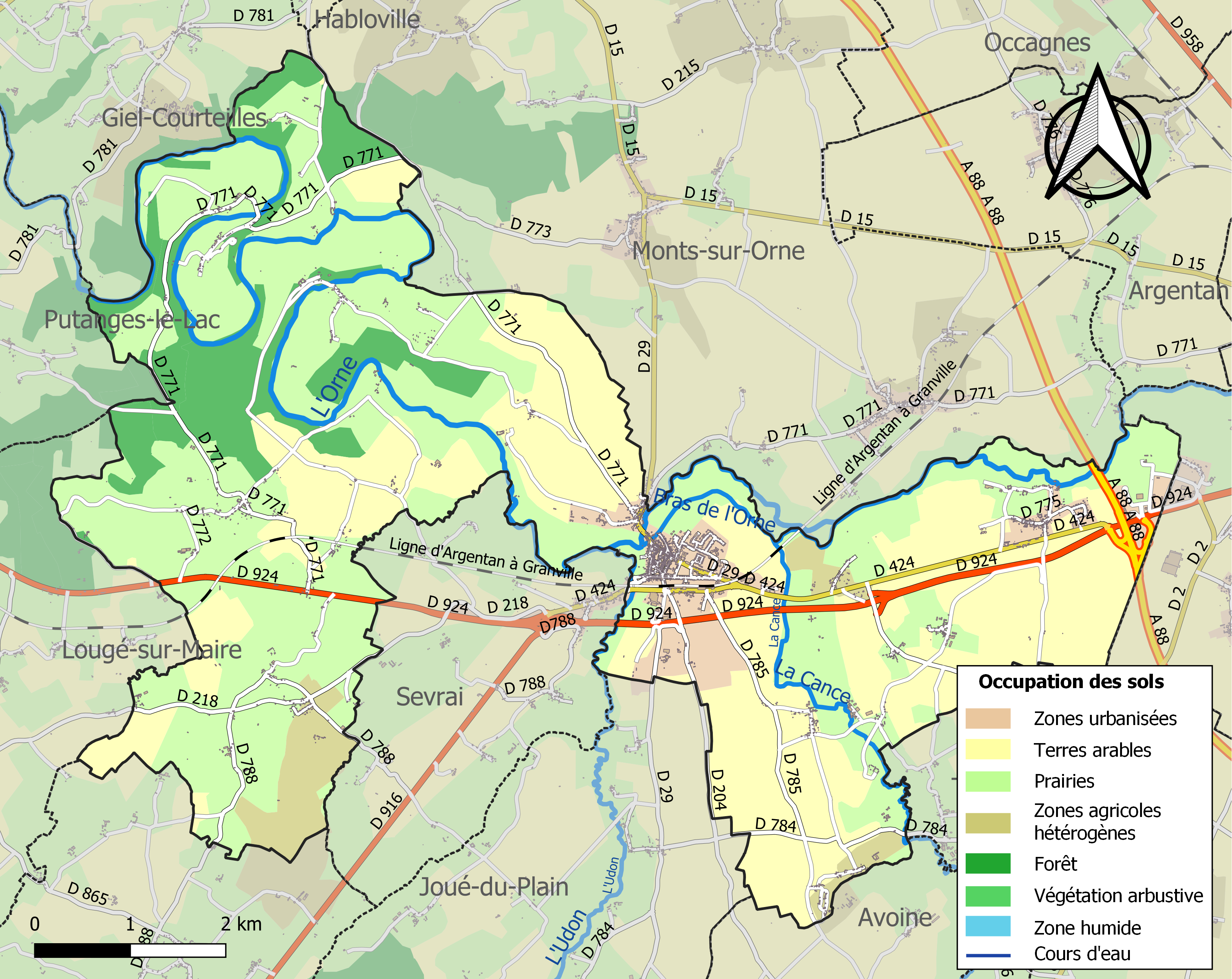
埃库谢莱瓦莱的OSM定位图

## 行政
埃库谢莱瓦莱的邮政编码为，INSEE市镇编码为61153。

## 政治
埃库谢莱瓦莱所属的省级选区为马尼勒代塞尔县，现任市长为阿兰·洛利维耶（Alain Lolivier）先生，任期为2020-2026年。

## 人口
埃库谢莱瓦莱于2022年1月1日时的人口数量为2193人。